# Camille Andréa
Camille Andréa (* 1909; † Februar 2002) war eine kanadische Songwriterin.
Andréa schrieb und komponierte den Song En veillant sur l'perron, mit dem sie beim Concours de la chanson canadienne auf den Zweiten Platz kam. Der Song wurde sehr erfolgreich, und die junge Sängerin Dominique Michel wurde mit ihm bekannt. Mit Albert Viau komponierte sie Lieder für Studenten des Studio Brasseur, die auf dem Album Premier pas (1960) erschienen.